# Бадминтон на Летњим олимпијским играма 2016.
Такмичење у бадминтону на Летњим олимпијским играма 2016. одржано је од 11. до 20. августа у дворани Риосентро у Рио де Жанеиру.
Најсупешнија је била Кина са две златне и једном бронзаном медаљом.

## Биланс медаља
| Позиција   | Држава               | Злато | Сребро | Бронза | Укупно |
| ---------- | -------------------- | ----- | ------ | ------ | ------ |
| 1          | Кина                 | 2     | 0      | 1      | 3      |
| 2          | Јапан                | 1     | 0      | 1      | 2      |
| 3          | Шпанија              | 1     | 0      | 0      | 1      |
| 3          | Индонезија           | 1     | 0      | 0      | 1      |
| 5          | Малезија             | 0     | 3      | 0      | 3      |
| 6          | Данска               | 0     | 1      | 1      | 2      |
| 7          | Индија               | 0     | 1      | 0      | 1      |
| 8          | Јужна Кореја         | 0     | 0      | 1      | 1      |
| 8          | Уједињено Краљевство | 0     | 0      | 1      | 1      |
| Укупно (9) | Укупно (9)           | 5     | 5      | 5      | 15     |

## Освајачи медаља
| Дисциплина                  | Злато                                       | Сребро                                        | Бронза                                            |
| Мушкарци појединачно детаљи | Чен Лунг · Кина                             | Ли Чонг Веј · Малезија                        | Виктор Акселсен · Данска                          |
| Мушки парови детаљи         | Кина · Фу Хајфенг · Џанг Нан                | Малезија · Гох Веј Шем · Тан Ви Кјонг         | Уједињено Краљевство · Крис Лангриџ · Маркус Елис |
| Жене појединачно детаљи     | Каролина Марин · Шпанија                    | Пусарла Венката Синду · Индија                | Нозоми Окухара · Јапан                            |
| Женски парови детаљи        | Јапан · Мисаки Мацутомо · Ајака Такахаши    | Данска · Кристина Педерсен · Камила Ритер Јул | Јужна Кореја · Џунг Кјунгун · Шин Сунгчан         |
| Мешовити парови детаљи      | Индонезија · Тонтови Ахмад · Лилијана Нацир | Малезија · Чан Пенг Сун · Гох Љу Јинг         | Кина · Џанг Нан · Џао Јуенлеј                     |